# Batman
|  | Per a altres significats, vegeu «Batman (desambiguació)». |

Batman és un personatge de ficció de còmic de l'editorial DC Comics. Va tenir la seva primera aparició al número 27 del comic book Detective Comics en la història titulada The Case of the Chemical Syndicate (El cas del sindicat químic), de l'editorial estatunidenca National Publications, publicat el 30 de març de 1939 amb data de portada el maig del 1939, que es manté com un dels exemplars més valuosos de la història del còmic amb més d'un milió de dòlars en una subhasta el 2010. Batman va ser creat per l'artista Bob Kane i l'escriptor Bill Finger, tot i que només es reconeix oficialment l'autoria a Kane. Des de llavors Batman ha esdevingut un dels superherois més reconeguts al món.
Batman és la identitat secreta de Bruce Wayne, un multimilionari industrial, playboy i filantrop. Presenciar l'assassinat dels seus pares, quan era un xiquet, el va portar a entrenar-se al cim de la perfecció tan física, com mentalment, per lluitar contra el crim (disfressat de rata penada). A diferència de molts superherois, no posseeix poders o habilitats superhumanes; ell empra l'intel·lecte, els seus talents detectivescs, la ciència i la tecnologia, l'entrenament físic i la intimidació en la seva lluita contra el crim.
Originàriament, Batman era només un de diversos personatges que anaven apareixent alternativament a Detective Comics, però amb el pas del temps ha esdevingut el líder, o co-líder, d'una varietat de còmic-book; a més, s'ha anat envoltant d'una família de personatges que hi estan relacionats o que treballen amb ell (com ara Robin, Nightwing o Batgirl). Batman, i Superman, són els personatges més populars i reconeguts de l'univers de DC Còmics.
Als anys 70 el dibuixant Neal Adams va tornar al personatge la seva dignitat i foscor, amb el suport dels guions de Dennis O'Neil. Per a molts, aquesta ha estat l'encarnació definitiva del personatge, amb històries que se centren més en trames detectivesques.
Als anys 80 dues històries de Frank Miller van redefinir el personatge: Batman: The Dark Knight Returns el 1986 i Batman: Year One (1986-1987), aquesta última amb dibuixos de David Mazzucchelli. En aquestes històries es reelabora la història del personatge fins a donar-li la seva forma definitiva. No obstant això, la història crucial sobre la naturalesa psicològica del personatge és Batman: The Killing Joke d'Alan Moore i de Brian Bolland, publicada el 1987.

## Creació i publicació
El 1939, l'èxit de Superman a Action Comics va impulsar els editors de la divisió de còmics de National Publications, a demanar més superherois per als seus títols. En resposta, a aquesta demanda Bob Kane va crear un personatge anomenat Birdman (¡L'Home Ocell»). El seu col·laborador Bill Finger li va suggerir algunes idees, com canviar el nom del personatge, pel de Batman i canviar el seu antifaç per una caputxa, posar-li una capa en comptes d'ales, uns guants i retirar les seccions roges i brillants del vestit. Finger va escriure la primera història per a Batman mentre que Kane, se n'encarregava de la part gràfica. En aquells temps, pel fet que Kane ja havia proposat als editors de DC Comics la creació d'un personatge anomenat Batman, només Kane, va rebre crèdit oficial per la creació de Batman.
Al principi, Batman era un venjador violent que portava una pistola i ben sovint matava els seus enemics. No obstant això, el personatge va ser un èxit total, fent que les vendes de Detective Comics s'elevessin fins al punt que la divisió de còmics de National Publications fou anomenada «Detective Comics, Inc.» Poc després, National Publications va suggerir que s'abaixés el to en la violència, i que el personatge rebés un company juvenil que els lectors poguessin usar com un equivalent a l'audiència. Kane primer va suggerir un personatge guilopo com Puck, mentre que Finger suggeria un personatge més real: Robin. L'equip de Batman i Robin va ser un èxit. Robin va convertir-se en un personatge reconegut per moltes generacions de lectors i fanàtics del gènere.
Kane, el més àgil en els negocis de l'equip creatiu Kane-Finger, va negociar un contracte amb National pel qual atorgava els drets de propietat del personatge a canvi que, entre altres compensacions, aparegués una línia en tots els còmics de Batman que digués «Batman creat per Bob Kane», sense importar-li el fet que Finger en fos també un autor. En aquests temps, en cap comic book, i en molt poques tires còmiques de companyies, es donava crèdit a l'equip creatiu. El contracte de Bill Finger, per comparació, li atorgava una mínima quantitat monetària i cap crèdit, fins i tot en les històries en què ell va treballar amb Kane. Finger, igual que Joe Shuster, Jerry Siegel i molts altres creadors durant i després de l'"Edat d'or dels comics", retreien a National per haver-los estafat els diners i la dignitat, que sentien que els devien per les seves creacions. Quan Finger va morir, el 1974, no havia estat acreditat pel seu treball. En contrast, Kane gaudia del seu estatus de celebritat. Irònicament, moltes de les historietes de Kane, fins i tot el seu art que no eren historietes, eren escrits i il·lustrats per altres, escriptors o artistes no acreditats que treballaven sota el nom de Kane.

## Història i característiques

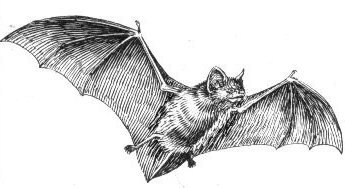
Bruce Wayne s'inspirà en un rat-penat per convertir-se en Batman. Wayne té una gran por per aquest animal, pel que diu que els seus enemics compartiran la seva por.

Dins del mite, Batman és l'àlter ego de Bruce Wayne o, millor dit, Bruce Wayne és l'àlter ego de Batman, només una màscara per poder protegir el seu jo veritable que és el justicier que va crear després de la mort dels seus pares per a poder afrontar la tasca de lluitar contra el crim. Segons la versió oficial de DC Còmics se sap que va ser Joe Chill l'assassí dels seus pares, Thomas i Martha Wayne. En canvi, a la saga Zero Hour es relata que la identitat de l'assassí dels seus pares no va ser mai descoberta.
Per venjar la mort dels seus pares, Wayne va passar la seva joventut viatjant pel món aprenent una varietat d'habilitats per lluitar contra el crim, incloent-hi criminologia, medicina forense a l'FBI, arts marcials (especialitat-Ninjutsu) amb diversos mestres i tècniques de combat, cacera humana a l'aire lliure a Alaska i en sectors urbans amb Henri Ducard, camuflatge i caracterització de personatges amb Alfred, el qual va ensenyar Wayne els canvis significatius a la seva veu per convertir-se en Batman. La veu del Cavaller de la Nit és baixa i rasposa, a manera de disfressa i com a intimidació.
Després de tornar a Gotham City a l'edat aproximada de 27 anys, Bruce Wayne va iniciar la seva solitària lluita contra el crim. Atès el poc èxit que va obtenir, va decidir buscar un vestit que acovardís els seus enemics, perquè en una de les seves lectures sobre criminologia havia après que «els criminals són covards i supersticiosos». En una escena d'aires onírics repetida en diversos còmics del personatge, un rata penada trenca el vidre d'una finestra i irromp a la biblioteca de Wayne quan aquest meditava; el protagonista ho pren com un presagi, i decideix que es convertirà en un rat penat (en anglès bat, mentre que man significa home; així doncs, Batman seria «l'home rat penat»). Tanmateix, atès que a Turquia hi ha una ciutat que es diu Batman, s'ha afirmat que el nom del personatge es va inspirar en aquesta ciutat
Segons la declaració de Superman, Batman és l'home més perillós de la Terra, Batman és presentat com un hàbil i incomparable combatent cos a cos perquè com que aprèn diverses arts marcials pot començar un atac amb una tècnica i posar fi a una altra, per la qual cosa el seu contrincant no pot predir quins seran els seus moviments, i pot, així, enfrontar-se fins i tot amb els grans mestres d'una tècnica de combat especifica.
A més, amb una personalitat estoica i obsessiva, ha entrenat el seu cos fins als límits de la capacitat humana a causa del seu fort desig de justícia.

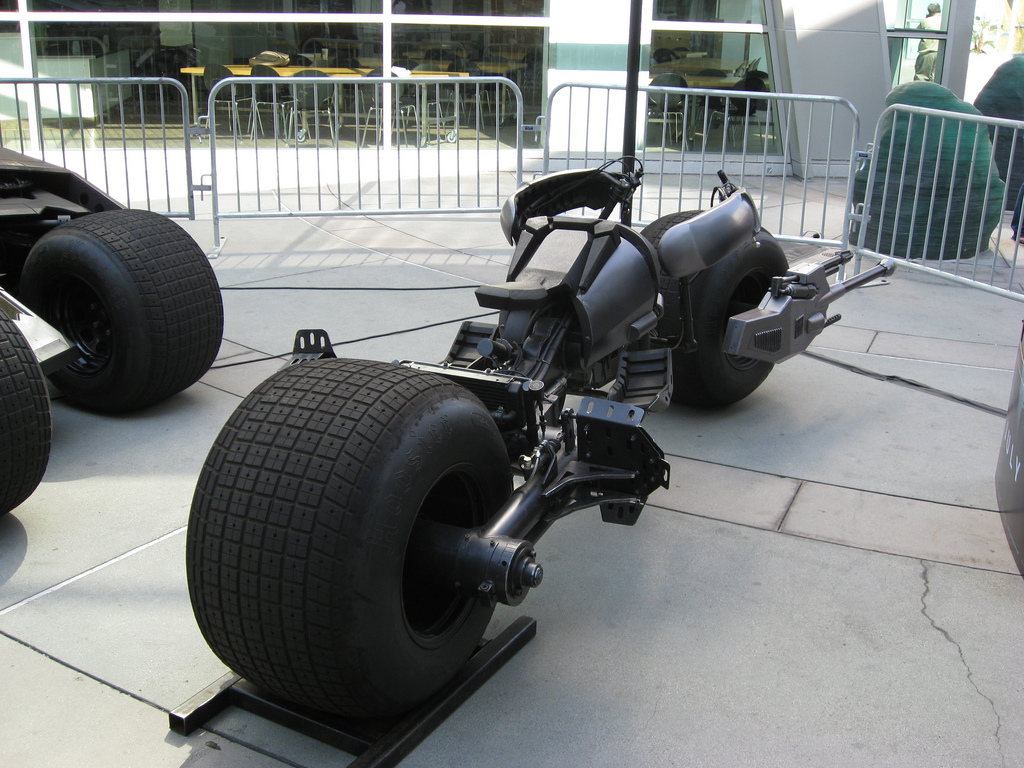
Batcycle utilitzat a la pel·lícula The Dark Knight (2008).

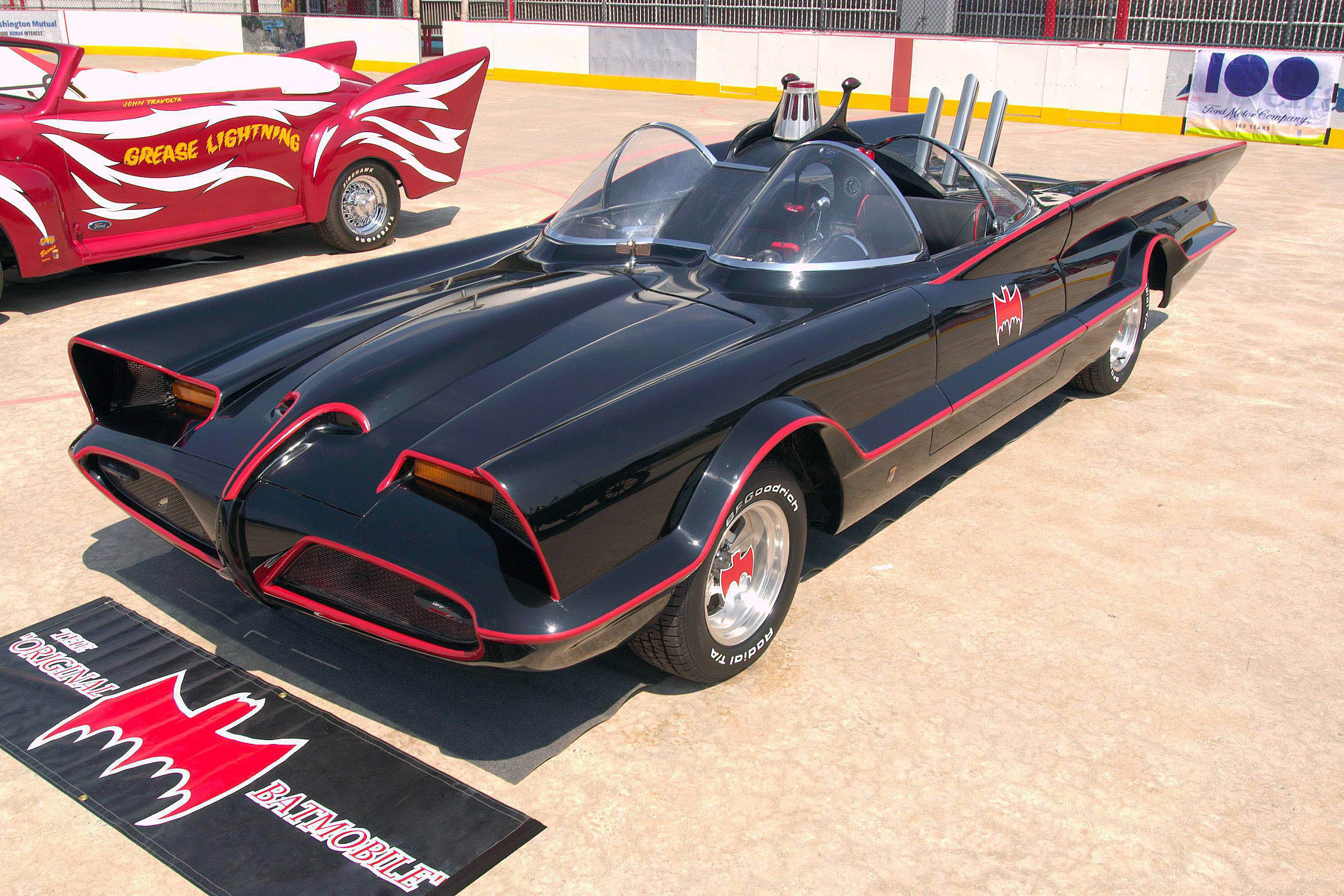
Batimòbil de la sèrie de televisió de la dècada de 1960.

Quan la seva capacitat de resposta humana es veu sobrepassada, recorre els seus il·limitats recursos tecnològics per solucionar qualsevol situació. Bruce dissenya els vestits, equip i vehicles que utilitza Batman, sent aquests produïts per una divisió militar secreta de les Indústries Wayne. De fet, moltes vegades s'ha pensat en Batman com un metahumà (un humà amb poders, per exemple Flash) pel fet que, la major part del temps, la seva intel·ligència i poder d'invenció va més enllà de qualsevol lògica. Però Batman no és un metahumà (almenys DC ha dit que no) sinó una persona amb gran capacitat de deducció i una gran intel·ligència. A través dels anys, ha acumulat un gran arsenal d'artefactes especialitzats. El disseny de la majoria de l'equip que utilitza Batman comparteix el seu color fosc i disseny basant-se en una rata penada. Un exemple d'això és el seu automòbil, el Batimòbil, sovint presentat com un cotxe negre amb llargues aletes que semblen ales de rata penada; un altre exemple és una de les seves armes més conegudes, el "batarang", un bumerang amb forma de rata penada. Batman ja no usa el prefix "bat" en referir-se als seus artefactes.
Per al món, Bruce Wayne és un home de negocis irresponsable i superficial que viu de la fortuna personal de la seva família i dels guanys de les Empreses Wayne, una gran companyia privada de la qual és propietari. No obstant això, Wayne és també conegut per les seves contribucions a la caritat, a través de la Fundació Wayne, una fundació de caritat dedicada a ajudar les víctimes del crim i a evitar que la gent recorri a ell. L'actitud pública de Bruce Wayne va ser creada per ell mateix per a protegir la seva identitat secreta.
Les identitats duals de Bruce Wayne han variat pel temps. Els còmics presenten l'aspecte de playboy decadent del seu personatge (antigament, els còmics presentaven Wayne com un cavaller més madur i refinat) com una disfressa, i el vigilant emmascarat i particularment rude i fosc com el seu "vertader" jo. Wayne protegeix la seua identitat i només un nombre molt reduït d'individus coneix el seu àlter ego de superheroi, incloent-hi Alfred Pennyworth, Robin, Oracle, Nightwing, Superman, Wonder Woman, Aquaman, Flash i Llanterna Verda. En certs còmics, alguns dels seus enemics han descobert la seua identitat al llarg dels anys, com: Black Mask, Ra's al Ghul, Hugo Strange, Question i Bane. Afortunadament, la majoria, ha descartat la possibilitat que Bruce Wayne sigui Batman a causa de la personalitat que Bruce representa. El Joker, en particular, va tenir diverses oportunitats en què podria haver descobert la identitat de Batman, però no ho ha fet mai, ja que això li llevaria el misteri al seu enemic.
Batman treballa a Gotham City (una ciutat fictícia inspirada en Nova York, alterada per emfatitzar el "costat fosc") en contrast amb el sentiment modern i futurístic de Metròpolis. Per a preservar eixa temàtica "fosca", Batman quasi sempre opera de nit. Quan és requerit, la policia activa el "Batsenyal" (un projector amb una insígnia en forma de rata penada a la lent) que brilla al cel. La base de Batman és la Batcova, una caverna localitzada sota la Mansió Wayne, que conté tots els seus artefactes, armes i altra faramalla. Una part important del mite de Batman (a diferència de Superman i la majoria d'altres herois disfressats) és que ell no posseeix poders sobrehumans. No obstant això, s'ha elevat a un estatus de superheroi gràcies a la seva determinació, intel·ligència i entrenament constant.
Els detalls del vestit de Batman han canviat repetidament al llarg de l'evolució del personatge, però els elements característics no: una capa negra, una caputxa negra que cobreix quasi tota la seva cara, amb un parell d'orelles punxegudes que semblen les d'una rata penada i un emblema de rata penada estilitzat al centre del pit. Les variacions més notables en el vestit inclouen un emblema de rata penada amb un fons el·líptic groc en oposició a l'emblema sense color de fons, colors clars (blau i gris clar) contra colors foscs (negre i gris fosc), un cinturó d'utilitats voluminós contra un cinturó prim, orelles llargues contra orelles curtes. El desenvolupament del Kevlar, Spectra i altres tipus de blindatge corporal ha causat que els creadors moderns facin el vestit o parts del vestit de Batman a prova de bales. En el treball seminal de Frank Miller The Dark Knight Returns, aquest explica que l'el·lipse groga al voltant de l'emblema de rata penada serveix com a blanc perquè les bales siguin disparades en aquest lloc, on el blindatge és més gros.

### Versió paral·lela i prototips

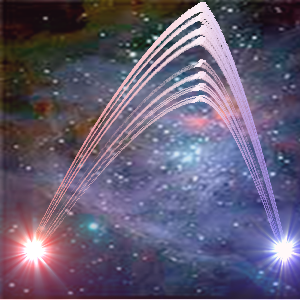
En els anys 1960, es van introduir novament diversos elements característics de la ciència-ficció en les historietes de Batman. En la imatge, s'il·lustra un efecte de llums galàctiques que s'uneixen entre si per formar l'emblema característic de l'obra de ciència-ficció Star Trek.

El 1956, va començar una nova etapa editorial per DC Comics i, com a conseqüència, els seus editors es van orientar a la renovació dels personatges i historietes existents fins a aquest moment, als quals planejaven situar en un context més contemporani. Així, Flash va esdevenir el primer superheroi a ser actualitzat, adoptant la nova identitat de Barry Allen. No obstant això, i àdhuc després d'adoptar un to menys fosc, Batman no va passar per canvis significatius. A inicis dels anys 1960, es van començar a afegir els elements característics de la ciència-ficció en Batman i Detective Comics en el número 327 d'aquest últim, es mostra una major evidència de l'anterior, resultant en la creació de Batman de Terra-2, sobre la base de la perspectiva de «versió paral·lela» en un «univers alternatiu» al del Batman original. La versió va aconseguir ampliar-se a alguns personatges més (Gatúbela i Helena Wayne), els qui van adoptar una nova concepció. La Caçadora (identitat secreta d'Helena) va esdevenir la nova guardiana de Gotham City, unint-se al Robin de Terra-2, després que Batman decidís retirar-se del seu ofici com a heroi per treballar com a oficial del departament de policia. Els investigadors van concloure que les dues versions refereixen a dos personatges diferents situats en relats completament diferents. Àdhuc amb aquesta resolució, alguns editors han ignorat conscientment o inconscientment les diferències existents entre ambdues versions.
Alguns dels nous elements que van començar a esmentar-se com a part del cànon van ser la trobada de Batman amb un Superman del futur, la protecció de Bruce pel seu oncle Philip Wayne durant la seva orfandat (Batman número 208, gener de 1969) i la manifestació dels seus ancestres com els prototips originals de Batman i Robin. L'editor Paul Levitz es va ocupar d'incloure els anteriors detalls, vinculant-los amb la versió paral·lela, en la sèrie The Untold Legend of the Batman.

### L'arribada de Ra's al Ghul i The Joker

The Joker és considerat com el pitjor enemic de Batman i responsable de diverses tragèdies en la vida personal de l'heroi, tals com la paràlisi de Barbara Gordon i la mort de Jason Todd.

World's Finest Comics Batman s'uneix a Superman i altres herois de DC per resoldre en equip diverses intrigues delictives. Als anys 1960, va esdevenir un dels membres fundadors de la Lliga de la Justícia (The Brave and the Bold número 28), al mateix temps que Dick Grayson va agafar a la universitat. Durant aquest període, els editors van realitzar una revisió de les historietes del personatge amb l'objectiu de continuar la cronologia descrita fins llavors. Per al final de la dècada, Bruce va anar a viure a un àtic, situat darrere d'Indústries Wayne (en ple centre comercial i financer de la ciutat), per estar-se més a prop del crim. Robin i Batgirl van deixar d'aliar-se amb ell, figurant noves aventures amb una major descripció violenta gràcies a la introducció de The Joker (un assassí psicòpata) i Ra's al Ghul (un terrorista que coneix la identitat oculta de Batman). També, en l'aspecte contrari, sobresurt l'aparició de Nightwing, la nova identitat de Grayson (anterior Robin).
Als anys 1970 i 1980, la sèrie The Brave and the Bold va esdevenir una versió derivada de Batman, per la qual cosa el protagonista es va unir amb un superheroi diferent en cada exemplar mensual que es publicava. El 1983, la Lliga de la Justícia es va dissoldre per ser substituïda per la nova associació de Els Marginals encapçalada per Batman fins a 1986, any en què la revista Batman and the Outsiders, després de 32 exemplars publicats, va canviar de nom.

### Renovació de dades
En concloure la publicació de Crisis on Infinite Earths, els orígens de Batman i alguns personatges es van modificar una vegada més. DC va considerar l'actualització de Batman, quelcom que no havia ocorregut en el seu moment durant l'«Edat de Plata dels còmics» pel que Frank Miller es va encarregar d'una nova edició sobre l'origen del personatge, intentant brindar una imatge més «valerosa i venerable», publicada al volum Batman: Any u (Batman nombres 404-407). Tot i que la versió alternativa (Batman de Terra-2) i els relats de Levitz es van eliminar de la història, moltes de les històries de l'era de la «Edat de Plata dels còmics» i de Batman: Any ú van seguir de forma canònica després de l'era de Crisi on Infinite Earths, sense alterar significativament el relat sobre els orígens del personatge. Contràriament, va prevaler la descripció d'un departament policíac corrupte, mentre que detalls com el passat de Jason Todd (que va començar a ser descrit com un fill orfe d'un insignificant lladre), la desaparició de Philip Wayne (substituït per Alfred com el responsable de cuidar a Bruce després de la seva orfandat) i la pertinença de Batman a la Lliga de la Justícia van sofrir canvis notables durant aquesta nova etapa. El 1989, DC va llançar la nova sèrie basada en l'origen de Batman Legends of the Dark Knight, la qual va ser seguida de minisèries i contes curts inspirats en l'edició Any u.

### La caiguda de l'heroi
Influït directament per l'assassinat de Jason Todd provocat per The Joker (Batman: Una mort en la família, 1988), Batman reprèn la seva personalitat de «venjador despietat» (Batman número 429) i comença a treballar solament fins que Tim Drake es converteix en el nou Robin. L'any 2005 els guionistes van ressuscitar el personatge de Jason Todd per enfrontar-se al seu mentor.
Els anys 1990 es van caracteritzar per la introducció de Batman en diversos crossovers de DC; el 1993 (mateix any en què es va publicar La mort de Superman) va aparèixer Batman: Knightfall, relat en el qual Bane fereix greument l'heroi i l'obliga a un retir temporal. Azrael és, llavors, designat com el nou «guardià de Gotham City» mentre Bruce es recupera de les seves ferides. La següent edició, Knights End, reprèn les aventures d'Azrael en la seva qualitat de protector per referir-ho com un heroi injust i indigne per a la societat. Per això, Bruce L'afronta i deixa que Dick Grayson (en aquest moment Nightwing) assumeixi el nou paper de Batman, mentre Wayne entrena per recuperar-se. El 1994, Hora Zero: Crisi en el temps va crear una nova interpretació de Batman en descriure-ho més com «llegenda urbana» que com un «heroi real», introduint, a més, Joe Chill (l'assassí dels pares de Bruce, qui havia desaparegut del cànon) novament en el context.

### Sisme en Gotham City

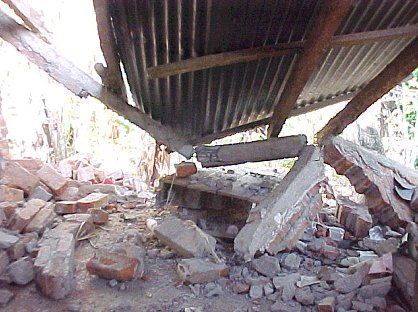
Gotham City va sofrir un intens terratrèmol en Batman Cataclysm quedant devastada completament; a causa d'això, Batman i els seus aliats han d'evitar que els criminals s'apoderin del terreny destruït.

El 1996 va reaparèixer la Lliga de la Justícia i les seves aventures es van reprendre en la sèrie JLA de Grant Morrison. En la majoria dels casos, Batman assumia un paper indispensable en les victòries de l'equip. No obstant això, el grup torna a dissoldre's després de suscitar-se una gran devastació en Gotham City a causa d'un terratrèmol de gran magnitud (Batman Cataclysm, 1998). A No Man's Land, del 1999, a causa de la proliferació d'aliances criminals que intenten apoderar-se del terreny devastat, Batman s'ocupa de «netejar» la ciutat sense l'ajuda de molts dels seus recursos tecnològics. Al final del tom, Lex Luthor comença la reconstrucció de Gotham City i culpa Bruce de l'assassinat de Vesper Fairchilde, amant de Lex encara que Batman aconsegueix sortir airós d'aquestes acusacions (Bruce Wayne: Murderer i Bruce Wayne: Fugitive). D'altra banda, perd un important aliat, el seu guardaespatlles Sasha Bordeaux, qui és reclutada per l'agència d'espionatge Escac i mat mentre es troba a la presó per oposar-se a inculpar Bruce pels assassinats anteriorment esmentats. Finalment, aconsegueix venjar-se de Lex (a qui no va poder relacionar amb la mort de Vesper, el seu amant) al costat de Talia al' Ghul en Superman/Batman nombres 1-6, ocasionant que perdi l'oportunitat de convertir-se en President dels Estats Units així com la seva fallida corporativa.

### El renéixer de Batman
A Crisi d'Identitat (sèrie limitada del 2005) un membre de la Lliga de la Justícia, Zatanna, va modificar la memòria de Batman per impedir-li que detingués a la Lliga en la seva tasca de lobotomitzar a Dr. Light després d'haver violat a Sue Dibney. Això porta Batman a una veritable crisi d'identitat en la qual l'heroi sospita de la comunitat universal de superherois. Sense concebre-ho com un pla sinistre, crea el satèl·lit Brother I per supervisar les funcions dels diversos herois i, en cas que fos necessari, matar-los. El satèl·lit passa després a les mans de Maxwell Lord, qui assassina el superheroi Blue Beetle, evitant que aquest pugui informar a la Lliga de la Justícia de l'existència de l'objecte. La revelació de la seva existència i el seu vincle directe amb l'assassinat de Blue Beetle es dona en la minisèrie Crisi Infinita. Al número 7 d'aquesta última, Alexander Luthor Jr. esmenta que l'assassí dels pares de Bruce havia estat capturat, contradient els relats d'Hora Zero: Crisi en el temps.

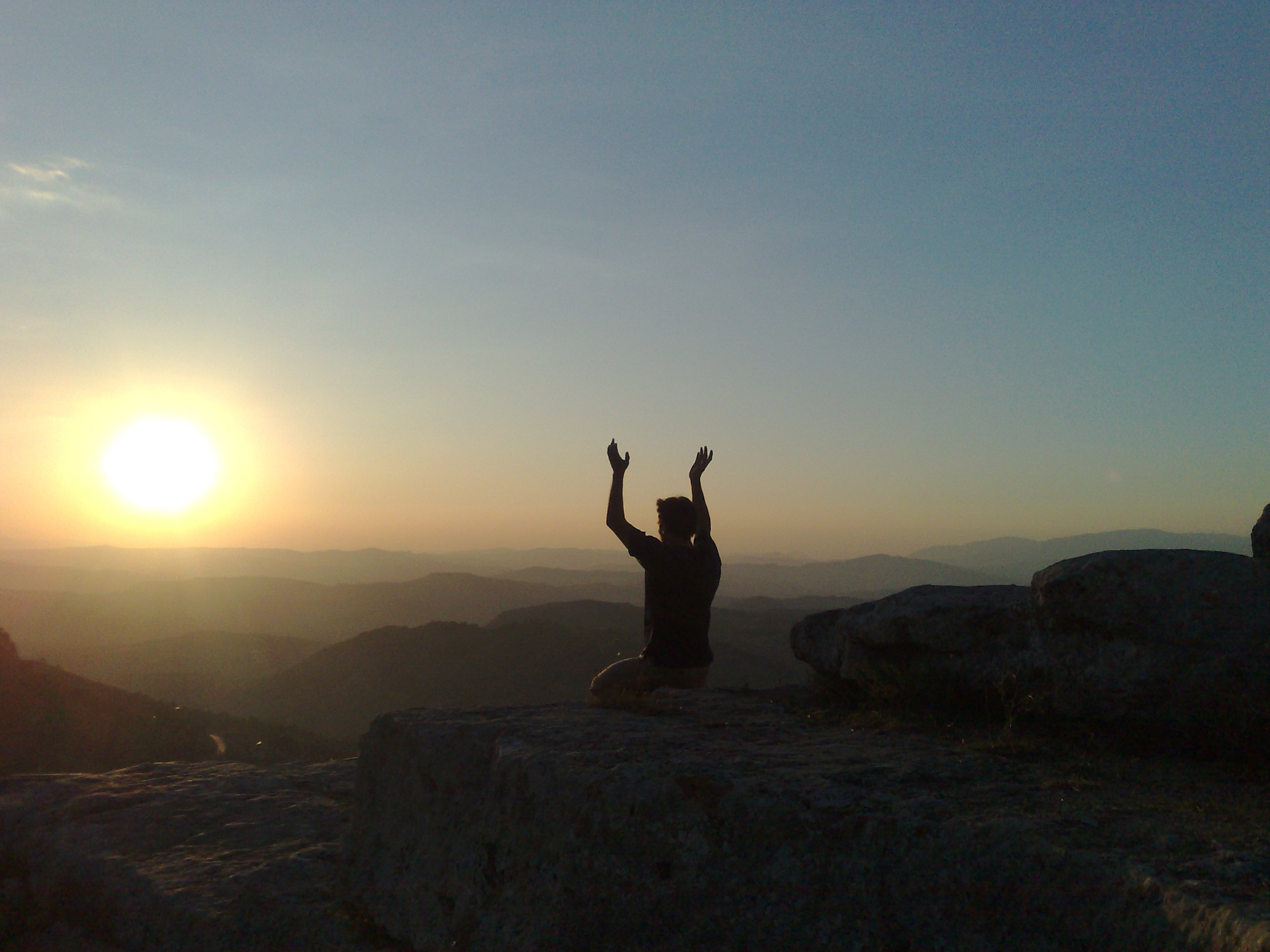
Previ a la seva tornada a Gotham City, Batman es va sotmetre a una intensa meditació al Tibet per lluitar contra els seus «dimonis interns» i millorar el seu acompliment com a combatent del crim.

En els següents exemplars, Batman recupera la seva identitat i destrueix el satèl·lit al costat d'un equip de superherois. A causa que Lex Luthor Jr. fereix mortalment Nightwing, l'heroi decideix usar una arma de foc contra el vilà però, a última hora, la Dona Meravella el convenç de no estrènyer el gallet. Després de la conclusió de Crisi Infinita, Batman retorna després d'un any d'absència a la recentment reconstruïda Gotham City, on es troba esperant-ho Robin per unir-se novament a ell i combatre el crim. Durant la seva absència, es va sotmetre a un intens ritual de meditació en Nanda Parbat, una ciutat fictícia que es troba oculta entre les muntanyes del Tibet i que és coneguda pels seus poders curatius divins, per lluitar eficientment contra els seus «dimonis interns». Com a resultat, es converteix en un combatent del crim més eficaç en atacar directament els temors mentals que li aguaitaven constantment. Al final de Batman: Face the Face, l'home ratapinyada adopta a Tim Drake com el seu primer fill, doncs el seu segon fill Damian neix a partir de la seva relació amorosa amb Talia Al Ghul (Batman and Són). Al costat de la Dona Meravella, Batman constitueix novament a la Lliga de la Justícia en la sèrie Justice League of America, i s'uneix al mateix temps a l'associació dels Marginals.

### La nova identitat
A l'edició de Grant Morrison, Batman RIP, Batman és torturat físicament i mentalment per l'enigmàtica organització Black Glove. Sobre aquest tema, la premsa va crear una considerable cobertura pel que hauria de concloure amb la mort de Bruce Wayne. No obstant això, la intenció original no era que Batman morís en aquesta edició, sinó que la trama continués amb Final Crisi on sí que ocorreria el decés. Així, va aparèixer un relat de dues edicions denominat Last Rites, en el qual Batman sobreviu al xoc del seu helicòpter en el riu de Gotham City i torna al seu Batcave. Poc després, és convocat al Saló de la Justícia per la Lliga de la Justícia per ajudar-los a investigar la mort d'Orion. L'anterior condueix finalment als esdeveniments de Final Crisi, on Batman és segrestat per l'Àvia Bondat. Després de ser torturat pels sequaços de Darkseid, en un intent per separar els seus trets de personalitat (que suposen li han valgut ser el reeixit superheroi que és) i trasplantar-los a cossos clonats, el pla de Darkseid falla (els clons es maten a si mateixos, a causa que el sentit de la justícia de Batman els impedeix servir Darkseid). Al final de Last Rites, es revela que Batman conserva la bala que es va fer servir per matar Orion.
D'acord amb Final Crisi número sis, Batman mor aparentment en enfrontar-se a Darkseid. Previ a aquest succés, el primer anuncia que hauria d'infringir la seva política consistent en no emprar armes de foc per vèncer Darkseid. Així, dispara a Darkseid en el pit amb una bala feta de Radion (la mateixa bala usada per matar Orion). No obstant això, al mateix temps el vilà deslliga la seva Sanció Omega també coneguda com «la mort que és vida» sobre Batman. Encara que aquest atac no «mata» a la seva víctima, envia la seva consciència cap a mons paral·lels. Per això, tot i que el cadàver de Batman suggereix la seva mort, al final del relat es revela que ha estat enviat a un passat distant per observar la mort d'Anthro, un home de Cromanyó.
Al tercer exemplar de la minisèrie Battle for the Cowl (el terme «cowl» fa al·lusió a la caputxa de Batman) els principals reunits a Wayne competeixen per assumir el rol de Batman. Al final, Grayson accepta de mala gana substituir Wayne com el nou guardià de Gotham City. D'altra banda, en Blackest Night, el vilà Black Hand és vist desenterrant el cos de Bruce Wayne i, aparentment, portant les seves restes a la corporació Black Lantern. Deadman, el cos del qual ha esdevingut un Black Lantern, s'apressa a ajudar el nou Batman i a Robin, juntament amb Red Robin (la identitat secreta de Tim Drake), contra els vilans de Gotham City que han tornat, com Black Lanterns, així com per enfrontar-se als membres de la seva pròpia família que van ser ressuscitats.

## Identitat secreta

### Batman
Els trets principals de Batman es resumeixen en «riquesa, destresa física, habilitats deductives i obsessió». La major part de les característiques bàsiques dels còmics han variat per les diferents interpretacions que li han donat al personatge. Això és exemplificat en la percepció de Dennis O'Neil, on assenyala el següent: «Julie Schwartz va crear el seu propi Batman en les dues sèries de DC Comics [Batman i Detectiu Comics], mentre que Murray Boltinoff va fer la seva versió personal per The Brave and the Bold. A part de la vestimenta, les dues versions tenien molt poques semblances entre si; Schwartz i Boltinoff mai van coordinar els seus treballs, ni pretenien fer-ho en cap moment. Simplement i senzillament, la continuïtat no era alguna cosa important en aquells dies».
Un element principal que defineix Batman com a personatge és el seu origen. Bob Kane va dir que tant ell com Bill Finger van discutir sobre els antecedents del superheroi, concloent finalment: «No hi ha res més traumàtic que veure com els teus pares moren davant dels teus ulls». Aquesta experiència va conduir Bruce a convertir-se en Batman, sota la promesa de venjar la mort dels seus pares. Alguns coincideixen que, àdhuc amb l'aparició de noves trames amb certa complexitat narrativa, «els seus orígens han mantingut unides totes les expressions divergents», en referència a cadascuna de les diferents interpretacions i aparicions que ha tingut el personatge des de la seva creació. Així mateix, aquest concepte és la font de diversos trets i atributs característics de Batman, que es manifesten en les diverses aventures d'aquest.
Generalment, Batman és referit com el «vigilant de Gotham City» en les seves històries. Frank Miller ho concep com una «figura dionisíaca» així com «una espècie de força anàrquica, encarregada d'imposar l'ordre i la justícia pel seu propi compte». La seva vestimenta de ratapinyada conserva la seva essència «fosca i sinistra», la qual és de vital importància per intimidar els seus enemics i, en última instància, retornar la pau i l'ordre a la ciutat.

### Bruce Wayne
La identitat secreta de Batman és Bruce Wayne, un reeixit empresari que viu en Gotham City. No obstant això, els mateixos habitants de Gotham City ho veuen com un playboy irresponsable i superficial que viu de la fortuna personal de la seva família (acumulada a partir de les inversions realitzades en immobles de Gotham just abans que la ciutat es convertís en una gran metròpolis) i dels guanys d'Indústries Wayne, una signatura tecnològica privada que va heretar. Malgrat això, Wayne és conegut també per les seves contribucions caritatives, especialment per mitjà de la seva fundació. La raó per la qual Bruce va crear una imatge de playboy és per evitar sospites sobre la seva veritable identitat, de vegades comportant-se de forma maldestra i egocèntrica.

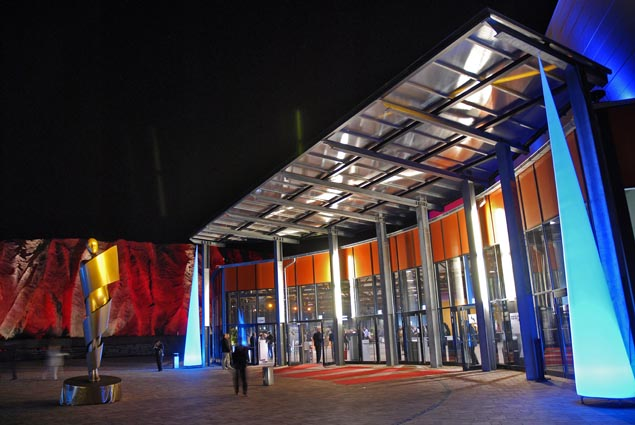
Bruce Wayne és la identitat secreta de Batman, la imatge de la qual de playboy irresponsable i superficial ha de ser prou creïble per evitar qualsevol sospita del seu vincle amb el superheroi. Wayne va aconseguir la seva fortuna personal quan els seus pares van invertir en immobles just abans que Gotham es convertís en una metròpolis, així com dels guanys d'Indústries Wayne.

Els escriptors dels relats de Batman i Superman usualment comparen ambdós personatges dins del context de diverses històries, per finalment arribar a conclusions diferents. Igual que Superman, la consistència de les identitats duals de Batman varia amb el temps. En històries més recents, s'ha intentat fer de Bruce Wayne la façana, sent llavors Batman la veritable representació de la seva personalitat (en contrapunt al Superman contemporani, on Clark Kent és la personalitat real, i Superman només és la disfressa).

En el documental de televisió Batman Unmasked, el contingut de la qual aborda la psicologia del personatge, el professor associat de psicologia social en la Universitat de Califòrnia a Los Angeles, així com científic a la RAND, Benjamin Karney, percep que la personalitat de Batman és guiada per la humanitat inherent de Bruce Wayne; en les seves pròpies paraules: «Batman, per tots els beneficis que implica i el temps que Bruce Wayne li dedica, és finalment una eina per als esforços de Bruce Wayne de fer del planeta un lloc millor».
Tal com s'observa en el llibre de Will Brooker, Batman Unmasked: La identitat de Batman certament es connecta amb les audiències juvenils […] no ha de ser Bruce Wayne; només necessita el vestit i els gadgets, les habilitats, i principalment la humanitat i moralitat. Així, només existeix un concepte sobre ell: «Ells confien en la seva persona […] i mai s'equivoquen».

### Dick Grayson
Després de l'aparent mort de Wayne, Dick Grayson ha esdevingut el nou Batman. Aquesta és la segona ocasió en què substitueix Bruce, davant la seva absència. Curiosament, en ambdues, va acceptar assumir aquesta identitat de mala gana. En una entrevista amb IGN, Morrison detalla que, a partir de Grayson com Batman i Damian Wayne com Robin, es donarà pas a una «forma reversiva» de la dinàmica natural existent entre Batman i Robin, tenint llavors «un Batman més alegre i espontani, i un Robin més malacarós i combatiu». Sabent això, explica les seves intencions per a la nova concepció de Batman: «Dick Grayson és similar a aquest superheroi consumat. El jove ha estat company de Batman des que era un nen, ha format part d'Els Joves Titans i entrenat amb tots els personatges que formen part de l'Univers DC. Per tant, és un nou Batman molt diferent de l'original. De fet, és molt més senzill; està molt més solt i més relaxat».

## Habilitats, capacitats i recursos
A diferència de molts altres superherois, Batman no posseeix superpoders, per la qual cosa fa ús de «els seus coneixements científics, habilitats detectivesques i una gran destresa física». En les històries és considerat com un dels millors detectius del planeta. A la primera història de Grant Morrison dins de la sèrie JLA (abreviatura de Justice League of America, més coneguda com la «Lliga de la Justícia», i títol d'un llibre d'historietes publicat per DC entre el 1997 i el 2006), Superman descriu l'home ratapenat com «l'home més perillós a la Terra», que és capaç de vèncer solament un equip d'alienígenes superpoderosos per rescatar els seus companys empresonats. A més a més, és catalogat com un mestre de la disfressa, a causa que en certes ocasions sol reunir informació confidencial sota la identitat del gánster Matches Malone.

### Vestimenta
La vestimenta de Batman incorpora la imatgeria d'una ratapinyada per espantar els criminals. Els seus trets canvien amb freqüència a través dels relats i mitjans en els quals el personatge és introduït, encara que els elements més característics romanen constants: una capa fistonada, una màscara que cobreix la major part del rostre i que té un parell d'orelles en forma de ratapinyada, l'emblema d'aquest animal estilitzat sobre el pit, i el cinturó multiusos. Típicament, la combinació de colors del vestuari és blau amb gris, la qual cosa va sorgir a causa de la manera en què s'il·lustra un llibre d'historietes. Originalment, Finger i Kane van concebre a Batman solament amb una capa, una màscara de color negre i un vestit gris, no obstant això es va optar, per qüestions de convencionalisme en l'ús dels colors, per implementar una combinació de blava amb negre. Això ha estat considerat per Larry Ford, en la seva obra Place, Power, Situation, and Spectacle: A Geography of Film, com una reversió del simbolisme convencional entorn dels codis dels colors, aspecte que associa als «nois dolents» amb els colors foscos. Els guants de Batman mostren tres fistons que sobresurten de llargs maniguets similars a manyopes, encara que al principi eren guants curts i plans sense els esmentats fistons. Una el·lipse groga al voltant del logo de ratapinyada en el pit del personatge es va afegir el 1964, convertint-se des de llavors en el seu símbol tradicional, equiparable a l'ideograma groc i vermell de la lletra «S» usat per Superman. L'aparença general del personatge, especialment la longitud de les seves orelles i de la capa, varia enormement depenent de l'artista involucrat; Dennis O'Neil va comentar sobre això: «Podem dir que si Batman té dos-cents vestits guardats en la Batcave, aquests no han de lluir exactament igual […] Tots adoren dibuixar a Batman, de la mateixa forma en què tots volen posar-li el seu propi toc personal».

### Equipament

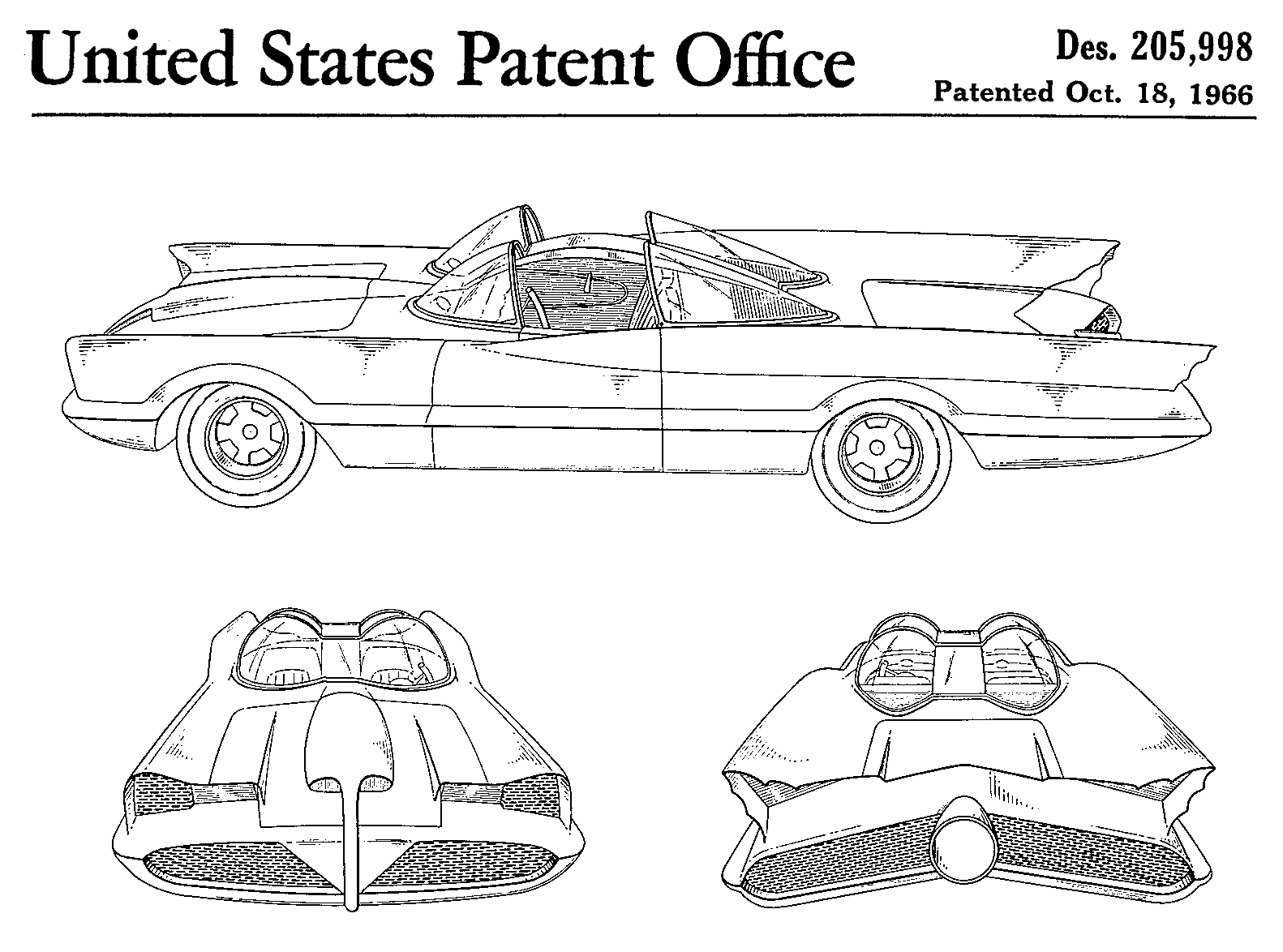
George Barris va construir el Batmobile que apareix en la sèrie de televisió de 1966 basant-se en el prototip conceptual «Lincoln Futura». En la imatge, els dissenys de patent del Batmobile construït a partir del prototip.

Batman utilitza un vast arsenal de gadgets per combatre el crim, els quals comparteixen la peculiaritat de posseir un disseny inspirat en una ratapinyada. L'investigador Els Daniels va acreditar Gardner Fox com el responsable d'haver conceptualitzat l'arsenal de Batman a partir de la incorporació del cinturó multiusos en Detectiu Comics n° 29 (juliol de 1939) així com el Batarang i el «Batgyro» (Detectiu Comics n° 31 i 32, setembre i octubre de 1939), aquestes últimes dues catalogades com les primeres armes amb disseny en forma de ratapinyada. El vehicle principal del personatge és el Batmobile, el qual és descrit com un imponent automòbil negre amb aletes dorsals que s'assemblen a les ales d'un quiròpter. Altres mitjans de transport coneguts són el Batplane, el Batboat i el Batcycle.
Curiosament, el prefix «bat» (terme que en català significa «ratapinyada») rarament és usat per Batman per referir-se al seu equipament; fins a l'aparició de la sèrie televisiva dels anys 1960 i la producció animada Súper Amics no es va obrir pas a un nou context «camp». A la primera, Batman és propietari d'una varietat d'objectes que utilitzen el prefix bat, com per exemple la Bat-computer, el Bat-scanner, Bat-radar, la Bat-camera, el Bat-rope, entre d'altres. En el relat Una mort en la família, es planteja que, a causa de la nova naturalesa ombrívola de Batman, aquest ja no ha d'usar el terme bat per referir-se als seus propis dispositius.
Batman conserva la major part de les seves gadgets en un cinturó multiusos. Amb el pas del temps, es percep que aquest cinturó conté una varietat virtualment il·limitada d'eines útils per a la guerra contra la delinqüència en Gotham City. Algunes versions diferents del cinturó posseeixen borses o cilindres units al voltant del mateix que alberguen en el seu interior cada dispositiu.

### Batsenyal
Quan cal la presència de Batman en un moment determinat, la policia de Gotham City encén un reflector amb una insígnia metàl·lica en forma de ratapinyada, la qual es troba col·locada sobre la lent, i que és coneguda com la Batseñal. Aquesta brilla sobre el cel nocturn, creant un símbol característic que és projectat sobre un núvol i que pot ser vist des de qualsevol lloc a la ciutat. El seu origen varia depenent de la continuïtat i els mitjans en els quals es presenta.
De forma alternativa, en diverses encarnacions (sobretot en la sèrie de televisió), el comissionat James Gordon posseeix, així mateix, una línia telefònica que està connectada a un telèfon vermell situat en una base de fusta amb una tapa de cristall. Aquesta línia enllaça directament amb la residència de Batman, a un telèfon similar situat en un escriptori d'una de les cambres de la mansió, així com una extensió que es troba en la Batcova.

### Batcova
La caverna secreta de Batman és la Batcave, una sèrie de coves subterrànies situades en la part inferior de la mansió on resideix. Des de la seva caserna, és capaç de vigilar la ciutat en qualsevol moment, servint-li també per guardar els seus vehicles i equipament. A més, funciona a manera de dipòsit per conservar els seus records. Tant en la historieta Batman: Shadow of the Bat (edició número 45) com al film del 2005, Batman Begins, s'esmenta que la batcueva forma part de les línies subterrànies del ferrocarril. Tot i que alguns herois i vilans han tingut l'oportunitat de veure-la, gairebé cap d'ells sap on es troba exactament.

## Personatges secundaris
Les interaccions de Batman amb els personatges que l'envolten, tant herois com vilans, ajuden a definir el personatge. El comissionat James Gordon, aliat de Batman en el departament policíac de Gotham, va debutar juntament amb l'encaputxat en Detectiu Comics n° 27, tenint una presència consistent des de llavors. Temps després, l'home ratpenat va contractar Alfred Pennyworth com el seu majordom i Lucius Fox com a gerent de negocis i armer. No obstant això, el rol secundari de major importància recau en el jove Robin, aliat i company de Batman. El primer Robin, Dick Grayson, eventualment deixa el seu mentor i passa a convertir-se en l'heroi Nightwing, encara que després apareixeria de manera ocasional per brindar-li assistència. D'altra banda, encara que Jason Todd, el segon Robin, és assassinat per The Joker, més tard torna com un nou adversari de Batman gràcies a les ones d'alteració de realitat creades per Superboy Prime (veure Crisi Infinita). Finalment, el tercer Robin (Tim Drake), va aparèixer per primera vegada el 1989 i va obtenir la seva pròpia línia narrativa. Alfred, el majordom de Bruce Wayne que hauria d'adoptar una figura paternal cap a ell, sent així mateix un dels pocs que coneix la identitat real del playboy, «brinda un toc casolà amb el qual envolta Batman i sempre està llest per proporcionar una mà ferma i tranquil·litzadora» a l'heroi i al seu company Robin.
De vegades, Batman és vist com a integrant de súper equips com la Lliga de la Justícia i Els Marginals. Regularment, s'uneix amb el seu company de la Lliga de la Justícia Superman, protagonitzant amb ell les sèries World's Finest i Superman/Batman. En la continuïtat prèvia a la historieta Crisi, ambdós són referits com a amics íntims; no obstant això, en la cronologia contemporània, mantenen una relació respectuosa i una miqueta intranquil·la, a causa de les seves diferents concepcions del combat al crim i de la justícia.

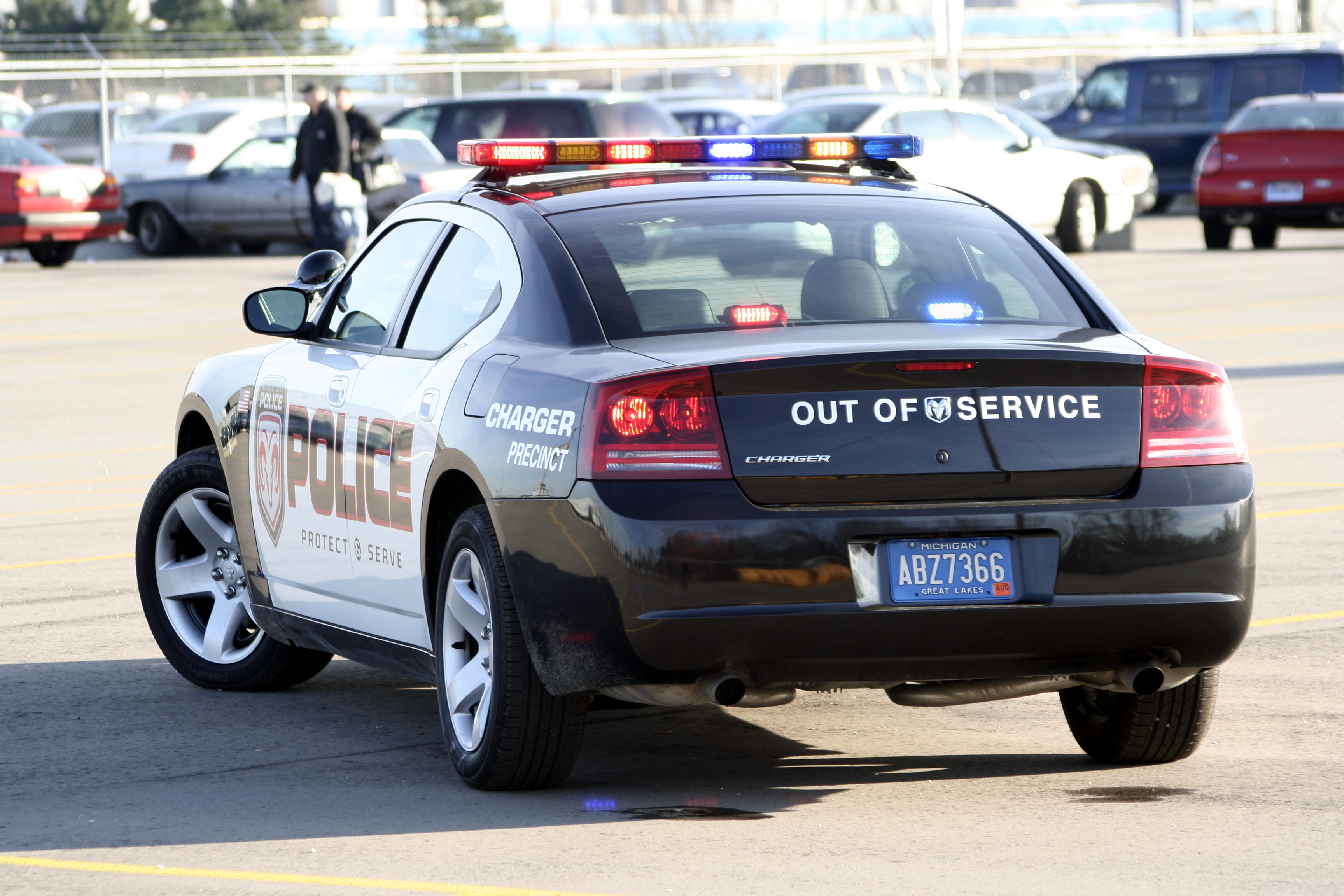
James Gordon és el comissionat de Gotham City en la majoria dels relats de Batman. Curiosament, desconeix la identitat secreta de Batman; això condueix a la implicació que Gordon, encara que és prou intel·ligent per resoldre aquest misteri, opta per no descobrir-la amb tal de preservar l'efectivitat de Batman i mantenir la seva pròpia negació d'una forma plausible.

Així mateix, s'ha relacionat romànticament amb diverses dones, figurant entre elles Julie Madison, Vicki Val, Silver St. Cloud, la Dona Meravella, Sasha Bordeaux, Catwoman i Talia al Ghul, engendrant amb aquesta última un fill (anomenat Damian) i amb Catwoman una filla (cridada Helena). Mentre que totes aquestes relacions han estat esporàdiques, l'atracció de Batman cap a Catwoman encara es troba present en cada versió on apareix el personatge. Els autors han investigat com és que Batman maneja l'aspecte playboy present en la personalitat de Bruce Wayne; en ocasions diferents, ell s'aprofita o fuig de les dones que estan interessades a atreure el «solter més cobejat de Gotham City».
Altres personatges secundaris en l'univers de Batman són Barbara Gordon (la segona Batgirl), filla del comissionat Gordon que, a causa d'una ferida de bala produïda per The Joker, ara usa una cadira de rodes i serveix la comunitat de superherois com la hacker Oracle; Azrael, un presumpte assassí que reemplaça Bruce Wayne com Batman per un temps; Cassandra Cain, la filla d'un assassí que es converteix en la nova Batgirl; la Caçadora, única supervivent d'una família de delinqüents que es converteix en vigilant de Gotham i ha treballat amb Batman en més d'una ocasió; Stephanie Brown, filla del criminal Cluemaster que va operar com Spoiler, temporalment com Robin i actualment com la més nova Batgirl; Ace the Batisabueso, el company caní de Batman; i Bat-Mite, una criatura extradimensional que idolatra a Batman.

### Enemics de Batman
Batman s'enfronta a una varietat d'enemics que van des de criminals comuns fins a supervillans estrambòtics. Molts d'aquests presenten aspectes contraris a la personalitat i comportaments de l'heroi, tenint en comú una sèrie d'històries tràgiques que els van conduir a la vida delictiva. L'«enemic més implacable» de Batman és El Joker, un delinqüent dement representat com un pallasso i que, com a «personificació de l'irracional», representa «tot allò [oposat] a Batman». Altres antagonistes recurrents són Catwoman, El Pingüí (The Penguin, Oswald Chesterfield Cobblepot), l'Enigma (Riddler), Heura Verinosa (Poison Ivy), el Dues Cares (Two-Face) i L'Espantaocells (Scare Crow), entre molts d'altres.

## Impacte cultural
Batman ha esdevingut una icona de la cultura popular, i és reconegut a tot el món. La presència del personatge s'ha estès més enllà dels seus orígens en les historietes; successos com el llançament de la pel·lícula Batman el 1989 i els seus productes derivats «van conduir Batman fins al primer pla de la consciència pública». En un article fet per commemorar el seixantè aniversari de la creació del personatge, el periòdic britànic The Guardian va escriure: «Batman és una figura entelada per la interminable reinvenció que comporta la moderna cultura de masses. És al mateix temps una icona i una comoditat: l'artefacte cultural perfecte pel segle xxi». A més, els mitjans de comunicació han utilitzat Batman en enquestes generals i de trivialitats: la revista Forbes va estimar a Bruce Wayne com el novè personatge fictici més adinerat amb la seva fortuna de $5,8 bilions, sent superat per Iron Man, que ocupa el lloc número sis. Així mateix, BusinessWeek va considerar el personatge com un dels deu superherois més intel·ligents en la indústria del còmic nord-americà.

### Aparicions alternatives

#### Cinema i televisió

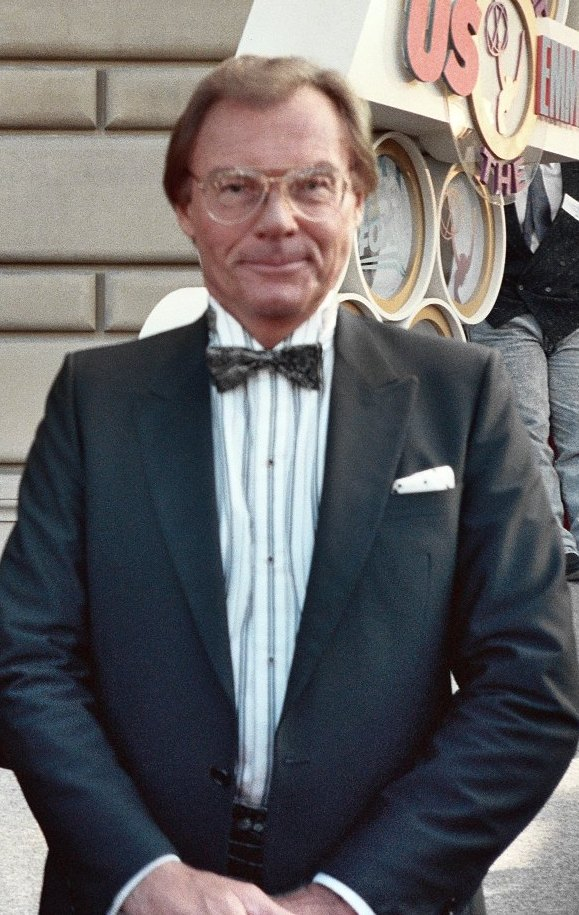
L'actor nord-americà Adam West va protagonitzar la sèrie televisiva Batman en els anys 1960. L'èxit del programa es va traslladar a la pantalla gran el 1966 (Batman), sent així el primer llargmetratge basat en l'home ratapinyada.

El personatge de Batman ha aparegut, també, a diversos mitjans alternatius a les historietes. Inclusivament, ha estat desenvolupat amb la finalitat de donar lloc a tires de premsa de periòdics sindicats, llibres, radio drames, programes de televisió i diverses adaptacions cinematogràfiques. La seva primera aparició alternativa va ser en una tira de premsa publicada en un diari el 25 d'octubre del 1943. Aquest mateix any, es va adaptar un serial conformat de tretze capítols, Batman, amb Lewis Wilson com el primer actor a interpretar a Batman en la pantalla. Encara que mai se li ha dedicat una sèrie de radi, el 1945 el personatge va realitzar algunes aparicions com a convidat en The Adventures of Superman, específicament en les seqüències on l'actor de veu Bud Collyer requeria temps lliure. Un segon serial de cinema, Batman and Robin, es va estrenar el 1949, amb l'actor Robert Lowery prenent el paper de Batman. Totes les anteriors aparicions durant els anys 1940, «van ajudar a fer [de Batman] un nom comú per a milions de persones que mai havien adquirit una historieta».
El 1964, es va publicar la col·lecció de contes curts de Donald Barthelme Come Back, Dr. Caligari, on l'autor va redactar el conte "The Joker's Greatest Triumph". En el relat, Batman apareix com un milionari francès pretensiós a manera de paròdia.
La sèrie de televisió Batman, protagonitzada per Adam West, es va estrenar el gener de 1966 com a part de la programació de la cadena nord-americana ABC. Creat amb un sentit de l'humor «ostentós», el programa va esdevenir un fenomen popular. En la seva autobiografia Back to the Batcave, West revela el seu disgust per l'ús del terme camp per qualificar la sèrie, perquè en la seva opinió era una farsa o sàtira, sent deliberada en aquest aspecte. Finalment, el xou va durar 120 episodis, concloent el 1968. Entre la primera i segona temporada del programa, el mateix elenc va participar en la versió teatral Batman, estrenada el 1966. D'altra banda, la popularitat de la sèrie televisiva va resultar en la primera adaptació animada de Batman en la sèrie The Batman/Superman Hour; els segments en els quals apareix l'home ratpenat es va reestrenar comercialment sota el nom Batman with Robin the Boy Wonder, mateix que va arribar a produir un total de 33 episodis entre el 1968 i el 1977. Del 1973 al 1986, Batman va tenir un paper estel·lar en la sèrie d'ABC Súper Amics, animada pels estudis Hanna-Barbera. En aquestes sèries, l'actor Olan Soule va prestar la seva veu per al personatge, encara que hauria de ser reemplaçat després per Adam West en Súper Amics; West també va contribuir en el mateix rol per a la sèrie Les noves aventures de Batman, produïda per Filmation i transmesa el 1977.
El 1989, Batman va tornar a la pantalla gran amb la pel·lícula Batman del director Tim Burton, sent personificat per l'actor Michael Keaton; la cinta va esdevenir un èxit financer, sent la pel·lícula amb majors recaptacions d'aquest any i, en aquell moment, la cinquena més recaptadora de la història del cinema. La bona recepció que va tenir la pel·lícula va donar lloc a tres seqüeles: Batman Returns (1992), Batman Forever (1995) i Batman i Robin (1997), aquestes últimes dues dirigides per Joel Schumacher i protagonitzades per Val Kilmer i George Clooney, respectivament.

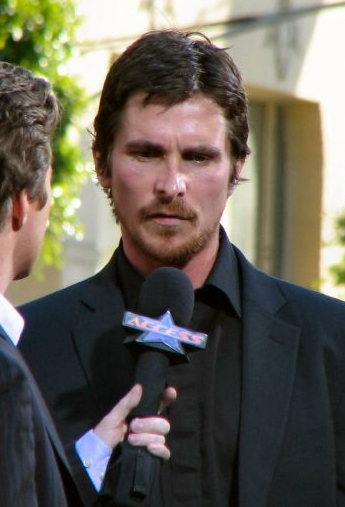
Christian Bale va interpretar a Batman en la nova franquícia fílmica del personatge dirigida per Christopher Nolan i iniciada per la cinta Batman Begins (2005).

El 1992, es va estrenar el programa de televisió Batman: La sèrie animada, produïda per Warner Bros. i transmesa per la cadena FOX; Els Daniels va descriure que la sèrie «[s'està] aproximant al que qualsevol declaració artística ha d'expressar per definir l'aspecte de Batman durant els anys 1990». L'èxit de Batman: La sèrie animada va conduir a una pel·lícula derivada titulada Batman: Mask of the Phantasm (1993), així com a la creació d'altres sèries situades en la mateixa continuïtat de la franquícia animada, entre les quals van sobresortir Les noves aventures de Batman, Batman del futur i Lliga de la Justícia. En cadascuna d'aquestes produccions va participar Kevin Conroy prestant la seva veu per al paper estel·lar. El 2004, es va llançar la sèrie animada The Batman, amb Rino Romano com Batman, la qual va ser reemplaçada el 2008 per la nova Batman: The Brave and the Bold, amb Diedrich Bader com l'heroi encaputxat.
El 2005, Christopher Nolan va dirigir la cinta Batman Begins, la trama de la qual va significar un reinici en la franquícia fílmica del personatge, sent protagonitzada per Christian Bale. La seva continuació, The Dark Knight (2008), va mantenir el rècord de la pel·lícula amb majors recaptacions en el seu primer cap de setmana d'exhibició en territori nord-americà, obtenint un aproximat de $158 milions, convertint-se així mateix en la pel·lícula que més ràpid ha aconseguit recaptar $400 milions en tota la història de la indústria fílmica nord-americana (aconseguint sobrepassar la xifra assenyalada en 18 dies). A partir dels anteriors rècords, The Dark Knight va passar a ser la segona pel·lícula amb majors recaptacions de tots els temps ($533 milions) sent solament superada per Titanic. Aquest mateix any, va ocórrer el llançament animat a manera d'antologia de la pel·lícula Batman: Gotham Knight.

##### Televisió
| Any         | Canal                         | Sèrie                            | Episodis |
| ----------- | ----------------------------- | -------------------------------- | -------- |
| 1966 - 1968 | Fox                           | Batman                           | 120      |
| 1968-1969   | CBS                           | L'hora de Batman/Superman        | 34       |
| 1968-1970   | CBS                           | Les aventures de Batman          | 34       |
| 1973-1986   | American Broadcasting Company | Súper Amics                      | 109      |
| 1977        | CBS                           | Les noves aventures de Batman    | 16       |
| 1992-1995   | Fox Kids                      | Batman: La sèrie animada         | 85       |
| 1997-1999   | Kids' WB                      | Les noves aventures de Batman    | 24       |
| 1999-2001   | Kids' WB                      | Batman del futur                 | 52       |
| 2001-2004   | Cartoon Network               | Lliga de la justícia             | 52       |
| 2004-2006   | Cartoon Network               | Lliga de la justícia il·limitada | 39       |
| 2004-2008   | Kids' WB / The CW             | El Batman                        | 65       |
| 2008-2011   | Cartoon Network               | Batman: El valent i audaç        | 65       |
| 2013-2014   | Cartoon Network               | Compte amb Batman                | 25       |
| 2014-2019   | Fox                           | Gotham                           | 100      |

##### Pel·lícules
| Any  | Pel·lícula                                    | Director            | Actor Batman   | Pressupost      | Recaptació        |
| ---- | --------------------------------------------- | ------------------- | -------------- | --------------- | ----------------- |
| 1966 | Batman                                        | Leslie H. Martinson | Adam West      | 1.378.000 USD   | 8.128.000 USD     |
| 1989 | Batman                                        | Tim Burton          | Michael Keaton | 48.000.000 USD  | 411.349.000 USD   |
| 1992 | Batman Returns                                | Tim Burton          | Michael Keaton | 80.000.000 USD  | 266.823.000 USD   |
| 1995 | Batman Forever                                | Joel Schumacher     | Val Kilmer     | 100.000.000 USD | 336.529.000 USD   |
| 1997 | Batman i Robin                                | Joel Schumacher     | George Clooney | 125.000.000 USD | 238.207.000 USD   |
| 2005 | Batman Begins                                 | Christopher Nolan   | Christian Bale | 150.000.000 USD | 374.219.000 USD   |
| 2008 | The Dark Knight                               | Christopher Nolan   | Christian Bale | 185.000.000 USD | 1.004.558.000 USD |
| 2010 | The Dark Knight Rises                         | Christopher Nolan   | Christian Bale | 230.000.000 USD | 1.084.939.000 USD |
| 2016 | Batman contra Superman: L'alba de la justícia | Zack Snyder         | Ben Affleck    | 250.000.000 USD | 873.000.000 USD   |
| 2017 | Lliga de la Justícia                          | Joss Whedon         | Ben Affleck    | 300.000.000 USD | 657.924.000 USD   |

#### Videojocs

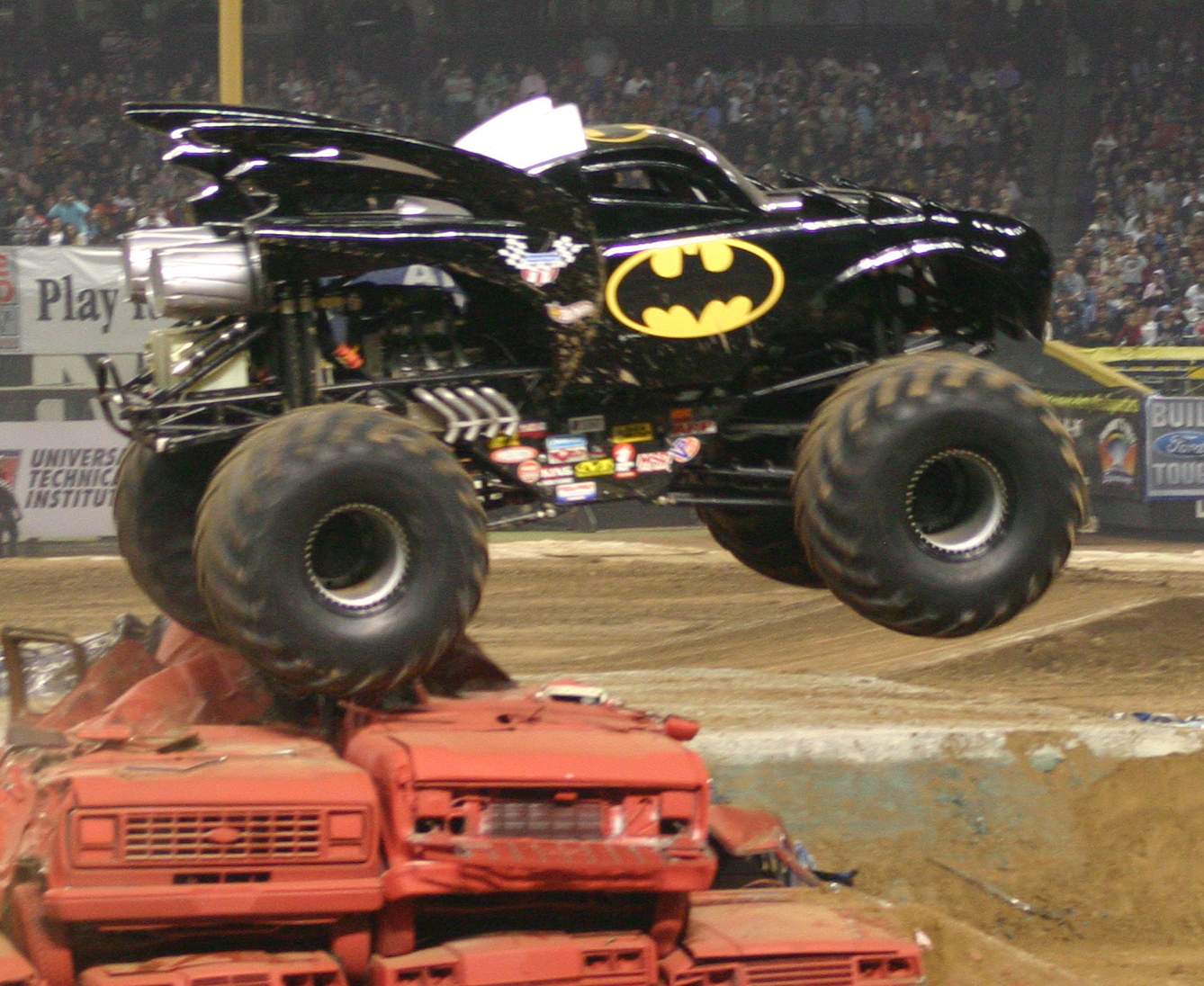
El primer videojoc de Batman, Batman, va comptar amb tecnologia isomètrica 3D i es va distribuir el 1986 para diferents ordinadors; des de llavors, han aparegut nous títols, sent el més recent el joc Batman: Arkham Asylum, del 2009. En la fotografia, un camió monstre dissenyat a manera del Batmóvil.

El 1986, va aparèixer el videojoc d'acció-aventura Batman amb tecnologia isomètrica 3D, sent distribuït per Ocean Programari per als ordinadors Amstrad CPC, Amstrad PCW, Sinclair ZX Spectrum i MSX.
 L'objectiu del joc és rescatar Robin mitjançant la recol·lecció de les set parts de l'aerolliscador de Batman que es troben distribuïdes en la Batcueva. Després del seu llançament, va obtenir bones avaluacions per part de la crítica especialitzada. Tres anys després, el 1989, es va llançar el joc de plataformes Batman inspirat en la pel·lícula de Tim Burton. El seu desenvolupament va ser a càrrec de Sunsoft, sent finalment distribuït per a la consola Nintendo NES. Cap assenyalar-se que comptava amb cinc nivells, concloent amb l'enfrontament entre Batman i The Joker en el campanar de la catedral de Gotham City. A l'any següent, l'home ratapinyada va aparèixer en l'adaptació homònima de Sunsoft per a la consola Sega Mega Drive.
L'any 1990, Atari Games va distribuir el joc arcade tipus beat 'em up Batman, on Batman ha d'enfrontar-se a The Joker per salvar a Gotham. Igual que els seus predecessors, la trama es va basar en la pel·lícula del 1989. Batman Returns, pertanyent al sistema de plataformes, va aparèixer a principis de 1993, estant basat en la pel·lícula del mateix nom dirigida per Tim Burton. A l'any següent, es va publicar el joc The Adventures of Batman & Robin, basat en la sèrie animada i distribuït per a la consola Super Nintendo. El 1995, es va llançar el títol Batman Forever, basat en la trama de la pel·lícula homònima i el 1996 va aparèixer la versió arcade del mateix (Batman Forever: The Arcade Game).
Respecte als anys 2000, el 2005 es va distribuir el joc virtual Batman Begins inspirat en la trama de la cinta homònima dirigida Christopher Nolan. Així mateix, el 2008 va debutar Llec Batman: The Video Game en les consoles Xbox 360, Playstation 3, PSP, Nintendo DS i Wii. Fins al juliol del 2009, s'havien venut un total de 4,1 milions de còpies de Llec Batman: The Video Game a nivell mundial. Finalment, el 2009 es va comercialitzar el videojoc Batman: Arkham Asylum per als sistemes PlayStation 3, Xbox 360 i Microsoft Windows. No obstant això, a diferència dels altres jocs, Arkham Asylum s'inspira en els còmics originals on va aparèixer, per primera vegada, l'heroi encaputxat. Aquest últim ha estat aclamat per la premsa especialitzada, mantenint un Rècord Mundial Guiness com el 'videojoc de superherois més críticament aclamat de tots els temps', i trencant la marca prèviament establerta en aquesta categoria (aconseguida pel títol Marvel vs. Capcom 2: New Age of Heroes) en aconseguir la puntuació mitjana més alt de crítiques positives a tot el món (91,6).

## Interpretacions homosexuals i amenaces legals de DC Comics
Hi ha hagut alguna controvèrsia sobre les diverses interpretacions sexuals fetes entorn del contingut dels còmics de Batman. Les apreciacions homosexuals han estat part de l'estudi acadèmic del personatge des que el psicòleg Fredric Wertham va afirmar, en el seu llibre La seducció de l'innocent (1954), que «les històries de Batman són psicològicament homosexuals». En el text, Wertham esmenta: «El tipus de relats de The Batman podria estimular els nens a tenir fantasies homosexuals, la naturalesa de les quals podria ser inconscient». Així mateix, va afegir: «Només algú que ignori els fonaments de la psiquiatria i de la psicopatologia del sexe no seria capaç de percebre una atmosfera subtil d'homoerotisme envaint les aventures de 'Batman' i el seu jove amic 'Robin'».
Andy Medhurst va redactar en el seu assaig Batman, Deviance, and Camp, de 1991, que Batman interessa a les audiències gais perquè «va ser un dels primers personatges ficticis a ser atacat sobre la base de la seva suposada homosexualitat», i mentre «la sèrie televisiva dels anys 60 segueix tenint un toc camp », «[ell] mereix una anàlisi de fons com una construcció notablement reeixida de la masculinitat».
Els creadors associats amb el personatge han expressat així mateix les seves opinions sobre aquest tema; l'escriptor Alan Grant va opinar sobre aquesta situació: «El Batman que jo vaig escriure per tretze anys no era gai. El Batman de Denny O'Neil, el Batman de Marv Wolfman, qualsevol Batman successiu a l'original de Bob Kane […] cap d'ells ho va concebre com un personatge gai. Només Joel Schumacher va poder haver tingut una visió contrastant». D'igual forma, Devin Grayson va comentar: «'Això depèn de qui li preguntes, o no. Si em preguntes a mi, diria que no, no crec que [Batman] ho sigui […] Per descomptat que, d'altra banda, comprenc les interpretacions gais». Al seu torn, Frank Miller ha descrit la relació entre Batman i The Joker com un «malson homofòbic», percebent que l'heroi sublima els seus impulsos sexuals en el combat contra el crim. Miller conclou que «Batman seria molt més saludable si fos gai». Burt Ward, qui va interpretar Robin en la sèrie televisiva, també coincideix amb aquesta interpretació en la seva autobiografia Boy Wonder: My Life in Tights; Ward esmenta que la relació podria ser interpretada com una de tipus sexual, mentre que el doble sentit del programa i el profús estil camp ofereixen també una possible interpretació ambigua.
De qualsevol manera, tals concepcions homosexuals continuen atraient l'atenció. Un exemple considerable va ocórrer el 2000, quan DC Comics es va negar a permetre la reimpressió de quatre llenços (pertanyents a les edicions número 79, 92, 105 i 139 de Batman) que haurien d'il·lustrar el document de Christopher York All in the Family: Homophobia and Batman Comics in the 1950s. Un altre succés va esdevenir a l'estiu de 2005, quan l'artista Mark Chamberlain va exposar una sèrie d'aquarel·les que mostraven tant Batman com Robin en postures explícitament sexuals. DC va amenaçar l'artista i la galeria Kathleen Cullen Fine Arts amb accions legals si no cessaven amb la venda d'aquestes obres, demandant així mateix tot el material restant, i reclamant els ingressos obtinguts per la comercialització.